# ミハイル・スボーチン
ミハイル・フョードロヴィッチ・スボーチン（Михаи́л Фёдорович Суббо́тин 、Mikhail Fedorovich Subbotin, 1893年6月29日 - 1966年12月26日）は、ソビエト連邦の天文学者。天体力学の分野で業績を残した。
ロシア帝国支配下のポーランド・オストロウェンカで生まれ、ワルシャワ、ロストフ・ナ・ドヌで学んだ。1922年からタシュケントの天体物理研究所で働き、1925年にタシュケント天文台が独立すると所長に任じられた。1930年からレニングラード大学教授、1934年からレニングラード大学天文台の所長を務めた。1943年からソビエト理論天文学研究所長を務めた。月のクレータ（en:Subbotin (crater))に命名されている。